# 三原市民球場
三原市民球場（みはらしみんきゅうじょう）は、広島県三原市の三原運動公園内にある野球場である。

## 歴史
1992年開場。広島県東部を代表する野球場の１つで、プロ野球・広島東洋カープのウエスタン・リーグ公式戦や高校野球の広島県予選、ソフトボールの試合が行われている。
2014年3月に施設改修工事が完了し、ラバーフェンスが21年ぶりに取り替えられ、スコアボードは磁気反転式からLED式電光掲示板にリニューアルされた
。それを記念して、2014年5月18日、三原市では初のプロ野球開催となるウエスタン・リーグ公式戦、「広島東洋カープ対中日ドラゴンズ」が行われた。2015年以降も毎年5月もしくは6月に広島主催試合が組まれているが、三原での年1回のプロ野球開催ということもあってチケットは争奪戦となり、初開催の2014年から4年連続で完売している。
2015年4月1日より5年間の予定で命名権を食品メーカー「やまみ」が取得し、「やまみ三原市民球場」と呼称される。

## 施設概要
- 両翼93m、中堅120m
- 内野：土、外野：天然芝
- 収容人数：5,890人（メインスタンド[個別座席]：1,980人 内野スタンド[ベンチ席]：1,350人 外野スタンド[芝生席]：2,560人）
- 照明設備：4基完備
- スコアボード：LED式電光掲示板（2014年3月～。選手表示部分は映像モニター装置と兼用。）

## プロ野球の試合結果
※左側が主催球団（後攻）。
- ウエスタン・リーグ公式戦
  - 2014年5月18日 広島 5－5 中日（観衆：4,600人）
  - 2015年6月14日 広島 2－2 阪神（観衆：5,100人）
  - 2016年5月15日 広島 7x－6 ソフトバンク（観衆：5,270人）
  - 2017年5月21日 広島 16－8 オリックス（観衆：5,200人）
  - 2019年7月28日 広島 11－8 オリックス（観衆：5,150人）

## 交通
- JR三原駅からバスで約20分、運動公園前下車で徒歩5分。